# Liling
Koordinaten: 27° 40′ N, 113° 28′ O
Liling (醴陵市,  Lǐlíng Shì) ist eine chinesische kreisfreie Stadt in der Provinz Hunan. Sie gehört zum Verwaltungsgebiet der bezirksfreien Stadt Zhuzhou. Die Fläche beträgt 2.157 Quadratkilometer und die Einwohnerzahl 967.900 (Stand: Ende 2018).

## Söhne und Töchter der Stadt
- Geng Biao (1909–2000), Politiker und Botschafter
- Yang Dezhi (1911–1994), General und Politiker